# Sikkim
Sikkim (nepalski i sikimski: सिक्किम) je indijska savezna država na sjeveroistoku zemlje, smještena u podnožju i na Himalajima. Sikkim graniči s Nepalom, Kinom (Tibet), Butanom, i s indijskom saveznom državom Zapadni Bengal. Država je druga najmanja savezna država Indije (od nje je manja samo Goa) i prostire se na 7.110 km2, ali ima najmanji broj stanovnika u Indiji, 607.688 (2011.). 
Sikkim čine četiri distrikta (prikazani na slici desno dolje):
1. Istočni Sikkim
2. Sjeverni Sikkim
3. Južni Sikkim
4. Zapadni Sikkim

Glavni grad države je Gangtok. 